# Маскарад (Лапутин)
«Маскарад» — балет Льва Лапутина в 4 актах, 7 картинах. Либретто Отара Дадишкилиани по мотивам одноимённой драмы М. Ю. Лермонтова.

## История создания
Балет «Маскарад» на музыку выпускника Московской консерватории, ученика Арама Хачатуряна Льва Лапутина, стал дипломной работой О. М. Дадишкилиани, в 1956 году окончившего балетмейстерское отделение ГИТИСа, и первым сценическим воплощение драмы Михаила Лермонтова в балете. Либретто хореограф написал сам: 

«Авторам спектакля удалось сохранить ведущие сюжетные линии, характеристику эпохи и героев драмы. В либретто были введены сцены, которых нет в драме: народное гулянье, первая встреча Нины с Арбениным. Однако основой спектакля явилась интимная драма героев, а конфликт Арбенина с обществом свелся к случайности».
Следующей, и наиболее известной, постановкой балета стала версия Б. А. Фенстера, осуществлённая в 1960 году на сцене Ленинградского театра оперы и балета имени С. М. Кирова. Осенью 1960 года, уже очень больной, Фенстер приступил к репетициям. Он решал спектакль привычными ему средствами «драмбалета», что было удобно и для главного балетмейстера театра К. М. Сергеева — ему предназначалась партия Арбенина, а активно танцевать в 50 лет было трудно. Но отзывы критики, уже «испорченной» первыми хореографическими опытами Юрия Григоровича и Игоря Бельского, были отрицательными: 

«Среди новых балетов, естественно, есть и спектакли, созданные по старым канонам. К ним прежде всего относится последний балет Б. А. Фенстера "Маскарад" (музыка Л. Лапутина).
Поставленный по мотивам драмы М. Ю. Лермонтова, хореографический спектакль в постановке Б. А. Фенстера утратил социальное, философское и психологическое звучание, то есть все то, что сделало драму Лермонтова бессмертной. В центре внимания балетмейстера оказались не характеры, не внутренние побуждения поступков героев, не сложные человеческие отношения и философско-психологическое осмысление драмы, а внешняя сторона событий. Получился балет о подозрительном и ревнивом муже, жестоко расправившемся с невинной женой».

Балет «Маскарад» стал последней работой Бориса Александровича Фенстера. По воспоминаниям дирижёра театра Юрия Гамалея: 

«министр культуры Фурцева приезжала на приемку спектакля и очень неодобрительно высказалась о балете. Фенстер решил на премьеру не ехать, но кто-то позвонил ему по телефону и сообщил, что Фурцевой в театре нет. Нехотя он собрался и поехал. Почти сразу, войдя в театр, он столкнулся с Фурцевой. Начался II акт. После него были общие поклоны, вытащили и Фенстера. Но едва он после поклонов ушел за кулисы, как тут же упал замертво. Мрачный спектакль ознаменовался мрачным событием».
Мрачно закончилась и сценическая жизнь этого балета. 3 февраля 1962 года за восемь тактов до окончания первого акта, Евгений Дубовской — дирижёр, ведущий спектакль, упал с дирижёрского пульта и скончался, не приходя в сознание; второй акт продолжил Юрий Гамалей. Больше этот балет не появлялся в афише Ленинградского театра оперы и балета имени С. М. Кирова.

## Действующие лица
- Арбенин
- Нина
- Баронесса Штраль
- Князь Звездич
- Неизвестный
- Хозяин дома
- Хозяйка дома
- Парень на народном гулянье
- Четыре офицера
- Гости
- Девушки и парни

## Сценическая жизнь

### Новосибирский театр оперы и балета
Премьера прошла 23 марта 1956 года
Балетмейстер-постановщик Отар Дадишкилиани, художник-постановщик А. И. Морозов, дирижёр-постановщик Александр Копылов
Действующие лица
- Арбенин — Геннадий Рыхлов
- Нина — Лидия Крупенина
- Баронесса Штраль — Э. М. Воронина
- Неизвестный — Михаил Дудко
- Звездич — Юрий Гревцов

### Ленинградский театр оперы и балета имени С. М. Кирова
Премьера прошла 29 декабря 1960 года
Балетмейстер-постановщик Борис Фенстер, художник-постановщик Татьяна Бруни, дирижёр-постановщик Евгений Дубовской
Действующие лица
- Арбенин — Константин Сергеев, (затем Всеволод Ухов, Игорь Чернышёв)
- Нина — Ирина Колпакова, (затем Нинель Петрова, Алла Осипенко, Наталия Макарова)
- Баронесса Штраль — Наталия Дудинская, (затем Алла Шелест)
- Неизвестный — Игорь Бельский
- Звездич — Борис Брегвадзе, (затем Святослав Кузнецов)

Последнее представление 3 февраля 1963 года

### Московский академический музыкальный театр имени К. С. Станиславского и Вл. И. Немировича-Данченко
Премьера прошла 25 марта 1961 года
Балетмейстер-постановщик Игорь Смирнов, художник-постановщик Валерий Доррер, дирижёр-постановщик Георгий Жемчужин
Действующие лица
- Арбенин — Алексей Чичинадзе
- Нина — Элеонора Власова
- Баронесса Штраль — Мира Редина

### Постановки в других театрах
- 1958 — Узбекский театр оперы и балета, балетмейстер-постановщик Игорь Смирнов, художник-постановщик В. Мамонтов; Арбенин — Р. Тангуриев, Нина — Бернара Кариева
- 26 апреля 1962 — Челябинский театр оперы и балета, балетмейстер-постановщик Отар Дадишкилиани, художник-постановщик А. И. Морозов, дирижёр-постановщик Эдуард Гулбис
- 1965 — Петрозаводский музыкальный театр, балетмейстер-постановщик Игорь Смирнов, художник-постановщик В. Мамонтов
- 1966 — Казанский театр оперы и балета, балетмейстер-постановщик А.И. Пантыкин
- 26 июня 1970 — Львовский театр оперы и балета, балетмейстер-постановщик М. С. Заславский, художник-постановщик А. В. Сальман, дирижёр-постановщик И. Юзюк
- 1973 — Театра оперы и балета имени Айни, Душанбе, балетмейстер-постановщик М. Умаров

16 октября 2008 года в Тверском областном театре драмы прошла премьера драмы Лермонтова «Маскарад» в постановке художественного руководителя театра Веры Ефремовой. Спектакль оформлен музыкой Льва Лапутина к балету «Маскарад».